# Roland Geiger
Roland Geiger (* 18. April 1941 in Kornwestheim) ist ein deutscher Siebdrucker, Kunstverleger und Galerist.

## Leben
Bereits während seiner Lehrzeit als Schriftenmaler kam Geiger 1955 mit dem neuen Medium Siebdruck in Berührung, da sein Ausbildungsbetrieb Siebdruckfarben für die benachbarten Marabuwerke testete. Nach Abschluss seiner Lehre arbeitete er in der Werbeabteilung des Stuttgarter Kaufhauses Union. Sein dortiger Chef war der Hölzel-Schüler Richard Neuz, der ihn in die Stuttgart Kunstszene einfügte und mit verschiedenen Künstlern, darunter Max Ackermann und Ida Kerkovius bekannt machte. Nach kurzer Gesellenzeit in Konstanz 1958/59 ging Geiger an die Höhere Fachschule nach Stuttgart. 1963 legte er die Meisterprüfung zum Schilder- und Lichtreklamehersteller ab und gründete in Kornwestheim ein eigenes Siebdruck-Atelier. Neben kommerziellen Druckaufträgen entstanden dort ab Mitte der 1960er Jahre erste Serigrafien für Max Ackermann, Richard Neuz, Fritz Winter und andere Künstler. 1971 erhielt Geiger einen zweiten Meistertitel (für das Siebdruckerhandwerk) ehrenhalber verliehen und wurde Mitglied einer Kommission in Bonn, die das neue Berufsbild des Siebdruckers erstellte. 1972–1993 war er Mitglied der Meisterprüfungskommission für das Siebdruck-Handwerk.

## Wirken als Galerist
Nach ersten Ausstellungen mit Siebdrucken in den 1960er Jahren gründete Roland Geiger 1975 in Kornwestheim die Galerie Geiger, in der fortan fünf bis sechs Einzelausstellungen pro Jahr gezeigt wurden. Internationale Künstler und namhafte Eröffnungsredner (wie Max Bense, Reinhard Döhl und Hans Heinz Holz) machten die Galerie zu einem kulturellen Treffpunkt in der Stuttgarter Peripherie. 1976 war die Galerie Geiger auf der Art Basel vertreten. In den 1980er Jahren lag der Schwerpunkt auf Editionen. 1995 musste Geiger das Siebdrucken aus gesundheitlichen aufgeben und widmete sich nun ganz der Galeriearbeit. 
1999 siedelte die Galerie Geiger nach Konstanz über, wo sie am Fischmarkt neue Räume bezog, seit 2021 hat sie ihren Sitz in einem Neubau am Seerhein. Im Zentrum der Galerie, die Roland Geiger zusammen mit seinem Sohn, dem Kunsthistoriker Stephan Geiger, führt, steht auch heute noch die Kunst der 1960er Jahre mit Künstlern wie Heinz Mack, Georg Karl Pfahler, Otto Piene, Mel Ramos und Daniel Spoerri.

## Werk als Siebdrucker
Zwischen Mitte der 1960er Jahre und 1995 entstanden mehr als 500 Serigrafien für rund 100 Künstler aus dem In- und Ausland, unter anderem für Max Ackermann, Atila, André Ficus, Ralph Fleck, Rupprecht Geiger, Günther C. Kirchberger, Horst Kuhnert, Otto Herbert Hajek, David D. Lauer, Richard Paul Lohse, Wilhelm Loth, Philippe Morisson, Richard Neuz, Johannes Schreiter, Anton Stankowski und Fritz Winter. Serigrafien aus dem Siebdruck-Atelier Roland Geiger sind heute im Kunsthandel, auf Messen sowie in vielen Grafik-Auktionen und Sammlungen zu finden.
Ausstellungen des Siebdruck-Ateliers Roland Geiger:
- 1969 Siebdruck-Atelier Geiger, Kornwestheim
- 1986 Galerie der Stadt Sindelfingen
- 1986 Galerie der Stadt Plochingen
- 2007 Galerie Geiger, Konstanz